# 浅野長貞
浅野 長貞（あさの ながさだ、延享4年（1747年） - 文化5年7月13日（1808年9月3日））は、江戸時代後期の旗本。浅野長広の孫。通称は源三郎、大学。
旗本浅野長純の次男として誕生した。母は不詳。子のない兄長延の養子に入った。明和5年（1768年）8月3日に長延の隠居により500石の家督を相続する。12月5日にはじめて将軍徳川家治に御目見し、安永4年（1775年）2月24日、小姓組番士となった。天明6年（1786年）10月11日には安房国平郡の領地を上総国長柄郡に移された。文化5年（1808年）5月26日に死去した。高輪の泉岳寺に葬られた。法名は良俊院殿仁嶺道儀居士。妻は諏訪七左衛門頼容の娘。その間の子の長邦が家督を継いだ。